# Јово Допуђ
Јован Допуђ (Крушево, 5. април 1948 — Београд, 16. август 2017) био је југословенски и српски ратни официр, командант 4. лаке (обровачке) бригаде 7. севернодалматинског корпуса Српске војске Крајине.

## Биографија
Рођен је 5. априла 1948. године у селу Крушево, код Обровца. Од 1991. до 1993. године био је мајор у Српској војсци Крајине и командант 4. лаке пешадијске бригаде 7. севернодалматинског корпуса.
На свој захтев, демобилисан је 1993. године после операције Масленица.
Био је сведок Хашког трибунала у поступку против генерала хрватске војске Анте Готовине. Допуђ је том приликом сведочио о томе да су Срби напустили Републику Српску Крајину због хрватског гранатирања цивилних објеката попут дома здравља, градске кафане, аутобуске станице и дома културе у операцији Олуја и да је наређење издао Готовина.
Преминуо је 16. августа 2017. године у Београду. Сахрањен је 18. августа на гробљу Орловача.

## Породица
Рођени је брат Радојке Допуђ, мајке фудбалера Луке Модрића.